# Qualificazioni al campionato europeo maschile di calcio 1964

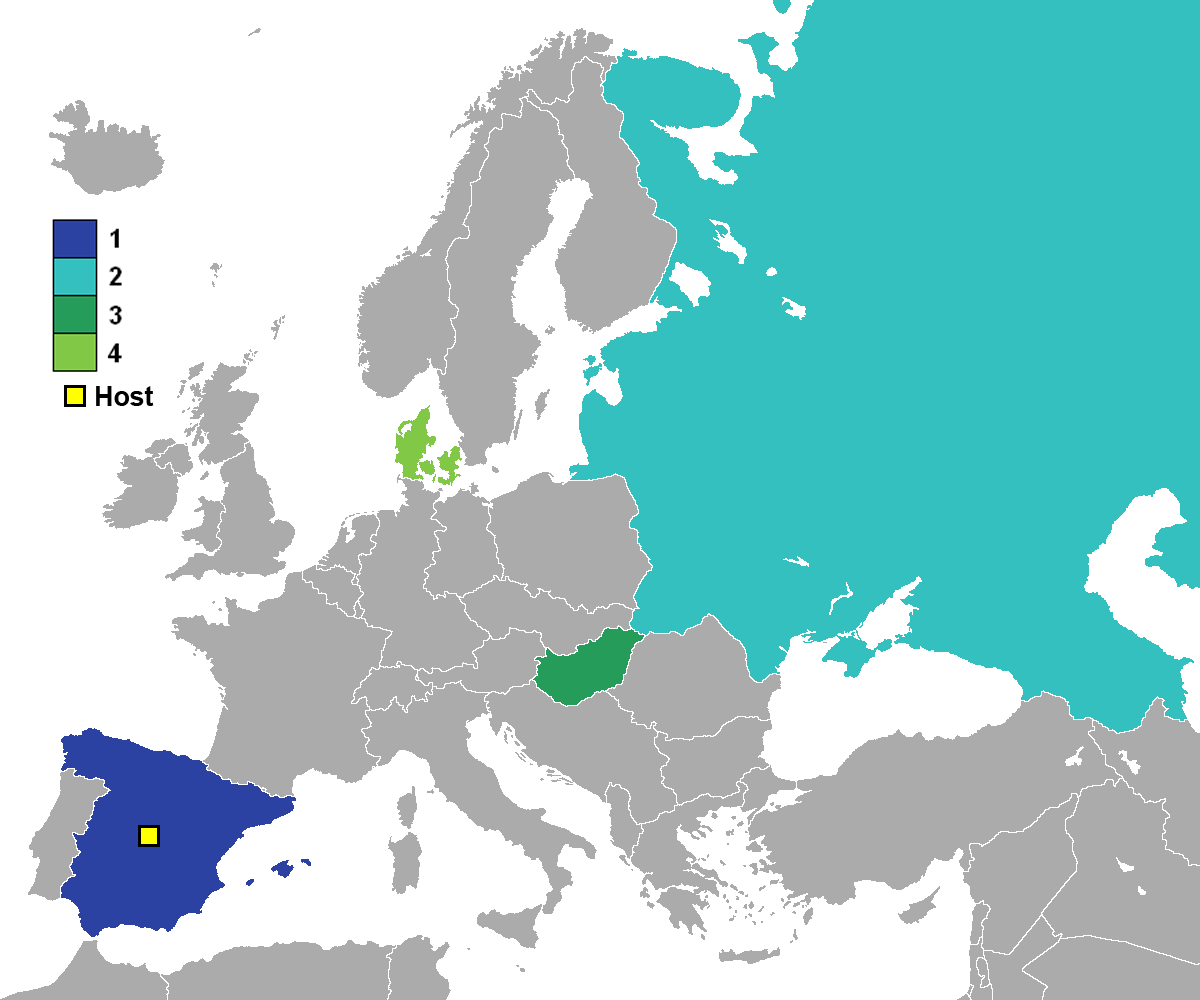
Piazzamenti delle nazionali

Questa voce raccoglie un approfondimento sui risultati degli incontri e sulle classifiche per l'accesso alla fase finale del Campionato europeo di calcio 1964.

## Formula
I membri UEFA sono 33. I  posti disponibili per la fase finale sono 4. Nessuna squadra è qualificata direttamente. Cipro, Finlandia, Germania Ovest e Scozia non partecipano alle qualificazioni. 
Rimangono 29 squadre per 4 posti disponibili. Austria, Lussemburgo e Unione Sovietica accedono direttamente agli ottavi di finale. Le qualificazioni si dividono in tre turni:
- Turno preliminare: 26 squadre, giocano partite di andata e ritorno. Le vincenti accedono agli ottavi di finale.
- Ottavi di finale: 16 squadre, giocano partite di andata e ritorno. Le vincenti si qualificano ai quarti di finale.
- Quarti di finale: 8 squadre, giocano partite di andata e ritorno. Le vincenti si qualificano alla fase finale.

In caso di parità tra due squadre, viene effettuato uno spareggio in campo neutro; in caso di ulteriore parità si effettua il sorteggio.

## Turno preliminare
| Squadra 1    | Totale | Squadra 2        | Andata | Ritorno |       |
| ------------ | ------ | ---------------- | ------ | ------- | ----- |
| Norvegia     | 1 - 3  | Svezia           | 0 - 2  | 1 - 1   |       |
| Danimarca    | 9 - 2  | Malta            | 6 - 1  | 3 - 1   |       |
| Irlanda      | 5 - 3  | Islanda          | 4 - 2  | 1 - 1   |       |
| Inghilterra  | 3 - 6  | Francia          | 1 - 1  | 2 - 5   |       |
| Polonia      | 0 - 4  | Irlanda del Nord | 0 - 2  | 0 - 2   |       |
| Spagna       | 7 - 3  | Romania          | 6 - 0  | 1 - 3   |       |
| Jugoslavia   | 4 - 2  | Belgio           | 3 - 2  | 1 - 0   |       |
| Bulgaria     | 5 - 4  | Portogallo       | 3 - 1  | 1 - 3   | 1 - 0 |
| Ungheria     | 4 - 2  | Galles           | 3 - 1  | 1 - 1   |       |
| Paesi Bassi  | 4 - 2  | Svizzera         | 3 - 1  | 1 - 1   |       |
| Germania Est | 3 - 2  | Cecoslovacchia   | 2 - 1  | 1 - 1   |       |
| Italia       | 7 - 0  | Turchia          | 6 - 0  | 1 - 0   |       |
| Grecia       | 0 - 6  | Albania          | 0 - 3  | 0 - 3   |       |

### Andata
| Arbitro: | Bowman |

|  |           |                     |
|  | Marcatori | 10’, 40’ Martinsson |

| Arbitro: | Roomer |

|                                                           |           |              |
| Madsen 9’, 14’, 49’ Clausen 22’ Enoksen 71’ Bertelsen 80’ | Marcatori | 57’ Theobald |

| Arbitro: | Smith |

|                                         |           |                     |
| Tuohy 11’ Fogarty 41’ Cantwell 65’, 76’ | Marcatori | 37’, 86’ R. Jónsson |

| Arbitro: | Hansen |

|                    |           |           |
| Flowers 57’ (rig.) | Marcatori | 8’ Goujon |

| Arbitro: | Wilhelm Lööw |

|  |           |                          |
|  | Marcatori | 17’ Dougan 54’ Humphries |

| Arbitro: | Howley |

|                                                                 |           |  |
| Guillot 7’, 27’, 70’ Veloso 9’ Collar 17’ Nunweiller 81’ (aut.) | Marcatori |  |

| Arbitro: | Obtulovic |

|                                     |           |                         |
| Skoblar 12’, 32’ (rig.) Vasović 89’ | Marcatori | 26’ Stockman 58’ Jurion |

| Arbitro: | Zoroglu |

|                             |           |             |
| Asparuhov 65’, 76’ Diev 84’ | Marcatori | 49’ Eusébio |

| Arbitro: | Kowal |

|                                |           |            |
| Albert 5’ Tichy 34’ Sándor 48’ | Marcatori | 19’ Medwin |

| Arbitro: | Fernandes Campos |

|                                        |           |            |
| van der Linden 11’ Swart 74’ Groot 76’ | Marcatori | 42’ Hertig |

| Arbitro: | Alimov |

|                                |           |            |
| Erler 60’ Liebrecht 80’ (rig.) | Marcatori | 90’ Kučera |

| Arbitro: | Van Nuffel |

|                                            |           |  |
| Rivera 15’, 47’ Orlando 22’, 29’, 35’, 85’ | Marcatori |  |

### Ritorno
| Arbitro: | Nielsen |

|             |           |           |
| Árnason 59’ | Marcatori | 38’ Tuohy |

| Arbitro: | Bergmann |

|              |           |           |
| Eriksson 49’ | Marcatori | 60’ Krogh |

| Arbitro: | Pelomis |

|                                       |           |            |
| Tătaru 2’ Manolache 8’ Constantin 61’ | Marcatori | 70’ Veloso |

| Arbitro: | Huber |

|                        |           |  |
| Crossan 8’ Bingham 63’ | Marcatori |  |

| Arbitro: | Righi |

|            |           |                                           |
| Urpani 39’ | Marcatori | 14’ Madsen 42’ Christiansen 47’ Bertelsen |

| Arbitro: | Faucheux |

|                            |           |           |
| Hernâni 4’, 26’ Coluna 53’ | Marcatori | 83’ Iliev |

| Arbitro: | Kandlbinder |

|                                             |           |                        |
| Wisnieski 3’, 75’ Douis 32’ Cossou 43’, 82’ | Marcatori | 57’ Smith 74’ Tambling |

| Arbitro: | Spillane |

|                  |           |                  |
| Jones 23’ (rig.) | Marcatori | 77’ (rig.) Tichy |

| Arbitro: | Roumentchev |

|  |           |             |
|  | Marcatori | 86’ Sormani |

| Arbitro: | Balla |

|           |           |              |
| Mašek 66’ | Marcatori | 85’ P. Ducke |

| Arbitro: | Kandlbinder |

|              |           |            |
| Allemann 37’ | Marcatori | 6’ Kruiver |

| Arbitro: | Caballero |

|  |           |           |
|  | Marcatori | 21’ Galić |

### Spareggio
| Arbitro: | Adami |

|               |           |  |
| Asparuhov 87’ | Marcatori |  |

## Ottavi di finale
| Squadra 1        | Totale | Squadra 2        | Andata | Ritorno |
| ---------------- | ------ | ---------------- | ------ | ------- |
| Spagna           | 2 - 1  | Irlanda del Nord | 1 - 1  | 1 - 0   |
| Jugoslavia       | 2 - 3  | Svezia           | 0 - 0  | 2 - 3   |
| Danimarca        | 4 - 1  | Albania          | 4 - 0  | 0 - 1   |
| Paesi Bassi      | 2 - 3  | Lussemburgo      | 1 - 1  | 1 - 2   |
| Austria          | 2 - 3  | Irlanda          | 0 - 0  | 2 - 3   |
| Bulgaria         | 2 - 3  | Francia          | 1 - 0  | 1 - 3   |
| Unione Sovietica | 3 - 1  | Italia           | 2 - 0  | 1 - 1   |
| Germania Est     | 4 - 5  | Ungheria         | 1 - 2  | 3 - 3   |

### Andata
| Arbitro: | Jonni |

|             |           |            |
| Amancio 60’ | Marcatori | 76’ Irvine |

| Belgrado 19 giugno 1963 | Jugoslavia | 0 – 0 referto | Svezia | Stadio Partizan\| Arbitro: \| Kainer \| |
| Arbitro:                | Kainer     |               |        |                                         |

| Arbitro: | Boström |

|                                                        |           |  |
| Petersen 18’ (rig.) Madsen 25’ Clausen 36’ Enoksen 49’ | Marcatori |  |

| Arbitro: | Blavier |

|            |           |         |
| Nuninga 5’ | Marcatori | 33’ May |

| Vienna 25 settembre 1963 | Austria | 0 – 0 referto | Irlanda | Praterstadion\| Arbitro: \| Gere \| |
| Arbitro:                 | Gere    |               |         |                                     |

| Arbitro: | Faruk Talu |

|          |           |  |
| Diev 24’ | Marcatori |  |

| Arbitro: | Banasiuk |

|                              |           |  |
| Ponedel'nik 22’ Čislenko 42’ | Marcatori |  |

| Arbitro: | Belov |

|             |           |                     |
| Nöldner 51’ | Marcatori | 18’ Bene 88’ Rákosi |

### Ritorno
| Arbitro: | Taylor |

|                           |           |                       |
| Persson 30’, 60’ Bild 72’ | Marcatori | 21’ Zambata 64’ Galić |

| Arbitro: | Poulsen |

|                                      |           |                         |
| Cantwell 45’, 89’ (rig.) Fogarty 66’ | Marcatori | 38’ Koleznik 85’ Flögel |

| Arbitro: | Ortiz de Mendíbil |

|                            |           |             |
| Goujon 44’, 81’ Herbin 78’ | Marcatori | 75’ Jakimov |

| Arbitro: | van Leeuwen |

|  |           |           |
|  | Marcatori | 66’ Gento |

| Arbitro: | Joseph M. Cassar Naudi |

|         |           |  |
| Pano 3’ | Marcatori |  |

| Arbitro: | Bois |

|                 |           |             |
| Dimmer 20’, 67’ | Marcatori | 35’ Kruiver |

| Arbitro: | Nedelkovski |

|                                        |           |                                  |
| Bene 7’ Sándor 17’ Solymosi 51’ (rig.) | Marcatori | 12’ Heine 26’ R. Ducke 81’ Erler |

| Arbitro: | Mellet |

|            |           |             |
| Rivera 89’ | Marcatori | 33’ Gusarov |

## Quarti di finale
| Squadra 1   | Totale | Squadra 2        | Andata | Ritorno |
| ----------- | ------ | ---------------- | ------ | ------- |
| Lussemburgo | 5 - 5  | Danimarca        | 3 - 3  | 2 - 2   |
| Spagna      | 7 - 1  | Irlanda          | 5 - 1  | 2 - 0   |
| Francia     | 2 - 5  | Ungheria         | 1 - 3  | 1 - 2   |
| Svezia      | 2 - 4  | Unione Sovietica | 1 - 1  | 1 - 3   |

### Andata
| Arbitro: | Schwinte |

|                         |           |                     |
| Pilot 1’ Klein 23’, 51’ | Marcatori | 9’, 31’, 46’ Madsen |

| Arbitro: | van Nuffel |

|                                               |           |            |
| Amancio 12’, 29’ Fusté 15’ Marcelino 33’, 89’ | Marcatori | 22’ McEvoy |

| Arbitro: | Jonni |

|            |           |                           |
| Cossou 73’ | Marcatori | 15’ Albert 16’, 70’ Tichy |

| Arbitro: | Finney |

|            |           |            |
| Hamrin 88’ | Marcatori | 62’ Ivanov |

### Ritorno
| Arbitro: | Barbéran |

|                 |           |                        |
| Madsen 16’, 70’ | Marcatori | 13’ Leónard 84’ Schmit |

| Arbitro: | Versyp |

|  |           |                  |
|  | Marcatori | 25’, 88’ Zaballa |

| Arbitro: | Lo Bello |

|                    |           |           |
| Sipos 24’ Bene 55’ | Marcatori | 2’ Combin |

| Arbitro: | Holland |

|                                  |           |            |
| Ponedel'nik 32’, 56’ Voronin 83’ | Marcatori | 78’ Hamrin |

### Spareggio
| Arbitro: | Roomer |

|            |           |  |
| Madsen 41’ | Marcatori |  |

## Statistiche

### Classifica marcatori
11 reti
- Ole Madsen

4 reti
- Noel Cantwell
- Alberto Orlando
- Lajos Tichy

3 reti
- Georgi Asparuhov
- Lucien Cossou
- Yvon Goujon
- Gianni Rivera
- Amancio Amaro
- Vicente Guillot
- Ferenc Bene
- Viktor Ponedelnik

2 reti
- Todor Diev
- Carl Bertelsen
- Eyvind Clausen
- Henning Enoksen
- Maryan Wisnieski
- Dieter Erler
- Amby Fogarty
- Liam Tuohy
- Ríkharður Jónsson
- Milan Galić
- Josip Skoblar
- Camille Dimmer
- Henri Klein
- Piet Kruiver
- Hernâni
- Marcelino Martínez
- José Luis Veloso
- Pedro Zaballa
- Kurt Hamrin
- Örjan Martinsson
- Örjan Persson
- Flórián Albert
- Károly Sándor

1 rete
- Panajot Pano
- Rudi Flögel
- Walter Koleznik
- Armand Jurion
- Jacques Stockman
- Hristo Iliev
- Dimitar Yakimov
- Rudolf Kučera
- Václav Mašek
- Carl Emil Christiansen
- Jens Petersen
- Nestor Combin
- Yvon Douis
- Robert Herbin
- Cliff Jones
- Terry Medwin
- Peter Ducke
- Roland Ducke
- Werner Heine
- Kurt Liebrecht
- Jürgen Nöldner
- Ron Flowers
- Bobby Smith
- Bobby Tambling
- Andy McEvoy
- Billy Bingham
- Johnny Crossan
- Derek Dougan
- Billy Humphries
- Willie Irvine
- Garðar Árnason
- Angelo Sormani
- Velibor Vasović
- Slaven Zambata
- Johny Léonard
- Paul May
- Louis Pilot
- Ady Schmit
- Eddie Theobald
- Joseph Urpani
- Henk Groot
- Klaas Nuninga
- Sjaak Swart
- Tonny van der Linden
- John Krogh
- Mário Coluna
- Eusébio
- Gheorghe Constantin
- Cicerone Manolache
- Nicolae Tătaru
- Enrique Collar
- Josep Maria Fusté
- Francisco Gento
- Harry Bild
- Leif Eriksson
- Anton Allemann
- Charly Hertig
- Gyula Rákosi
- Ferenc Sipos
- Ernő Solymosi
- Igor Chislenko
- Gennadi Gusarov
- Valentin Ivanov
- Valery Voronin

Autreti
- Ion Nunweiller (pro-Spagna)